# Ananguié (Agnéby-Tiassa)
Ananguié  è una città e sottoprefettura della Costa d'Avorio appartenente al dipartimento di Agboville. Conta una popolazione di 13 786 abitanti (censimento 2014).